# Paral·lel 74° sud
El paral·lel 74° sud és una línia de latitud que es troba a 74 graus sud de la línia equatorial terrestre. Travessa l'oceà Antàrtic i l'Antàrtida.

## Geografia
En el sistema geodèsic WGS84, al nivell de 74° de latitud sud, un grau de longitud equival a 30,779 km; la longitud total del paral·lel és de 11.080 km, que és aproximadament 27,5% de la de l'equador, del que es troba a 8.215 km i a 1.787 km del pol Sud

## Arreu del món
A partir del Meridià de Greenwich i cap a l'est, el paral·lel 74° sud passa per: 
| Coordenades                               | País. Territori o mar | Notes |
| ----------------------------------------- | --------------------- | --- |
| 74° 0′ S, 0° 0′ E / 74.000°S,0.000°E      | Antàrtida             | Terra de la Reina Maud, reclamat per Noruega · Territori Antàrtic Australià, reclamat per Austràlia · Terra Adèlia, reclamat per França · Territori Antàrtic Australià, reclamat per Austràlia · Dependència de Ross, reclamat per Nova Zelanda |
| 74° 0′ S, 166° 2′ E / 74.000°S,166.033°E  | Oceà Antàrtic         | Mar de Ross |
| 74° 0′ S, 127° 24′ O / 74.000°S,127.400°O | Antàrtida             | Territori no reclamat |
| 74° 0′ S, 113° 34′ O / 74.000°S,113.567°O | Oceà Antàrtic         | Mar d'Amundsen |
| 74° 0′ S, 109° 20′ O / 74.000°S,109.333°O | Antàrtida             | Territori no reclamat |
| 74° 0′ S, 107° 49′ O / 74.000°S,107.817°O | Oceà Antàrtic         | Mar d'Amundsen |
| 74° 0′ S, 102° 19′ O / 74.000°S,102.317°O | Antàrtida             | Territori no reclamat · Antàrtida Xilena, reclamat per Xile · Territori reclamat per Xile i Regne Unit (reclamacions sobreposades) · Territori reclamat per Argentina, Xile i Regne Unit (reclamacions sobreposades)                            |
| 74° 0′ S, 60° 50′ O / 74.000°S,60.833°O   | Oceà Antàrtic         | Mar de Weddell |
| 74° 0′ S, 21° 13′ O / 74.000°S,21.217°O   | Antàrtida             | Territori Antàrtic Britànic, reclamat per Regne Unit · Terra de la Reina Maud, reclamat per Noruega |